# Mario Campi
Mario Campi (* 18. April 1936 in Zürich; † 15. Dezember 2011 in Lugano) war ein Schweizer Architekt und Universitätsprofessor.

Mario Campi (1997)

## Werdegang
Mario Campi besuchte als Sohn italienischer Eltern in Zürich die Primarschule. Später zog seine Familie nach Lugano, wo er das Gymnasium abschloss. Bis 1960 studierte er Architektur an der ETH Zürich und diplomierte bei Paul Waltenspühl. Anschließend arbeitete er bei verschiedenen Tessiner Architekten, u. a. bei Peppo Brivio und Luigi Chiesa (Architekt des Kinos "Arlecchino"). Dort traf er Franco Pessina, mit dem er in Lugano ab 1962 zusammenarbeitete und ab 1969 mit Niki Piazzoli die Bürogemeinschaft Campi-Pessina-Piazzoli (CCP) gründete. Diese blieb bis 1982 bestehen. Die weitere Kooperation mit Franco Pessina (1983 bis 1997) firmierte als MARIO CAMPI-FRANCO PESSINA, ARCHITETTI FAS E ASSOCIATI und wurde im September 1992 als "MARIO CAMPI - ARCHITETTO FAS E ASSOCIATI SA, Lugano" in das Schweizer Handelsregister eingetragen.
Campi lehrte an der ETH Zürich (Gastdozent: 1975–1976, Professor: 1985–2001), der Syracuse University, der Cornell University, der Rhode Island School of Design, dem Virginia Polytechnic Institute and State University, dem Southern California Institute of Architecture, der Princeton University, der Columbia University und an der Harvard University. 1988 wurde er Dekan der Architekturabteilung der ETH Zürich.
Kurz vor seiner Emeritierung im September 2001, demonstrierte Campi in einem "Joint venture" mit der Tongji-Universität, Shanghai und Studenten des 3. und 4. Entwurfssemesters an der ETH Zürich noch einmal sein grundsätzliches Anliegen als Professor: Die "zunehmende Urbanisierung ist eine Frage von Quantität und Qualität in der Architektur", die nur durch "Untersuchung über die Signifikanz der städtebaulichen Probleme und deren Verbindung im Entwurf" gelöst werden kann.
Campi, als ein Vertreter der Tessiner Schule, "die mit Botta, Galfetti, Snozzi und Vacchini und anderen ab Ende 1975 dank der Zürcher Ausstellung «Tendenzen – Neuere Architektur im Tessin» fast über Nacht zu internationalen Ehren kam, und einen in den Jahren der postmodernen Popularisierung der Baukunst vielbeachteten Regionalismus begründete", postulierte schon damals als praktizierender Architekt, "dass sich Analyse und Entwurf einander bedingen".
Am anschaulichsten zeigt sich das bei einem "Atriumhaus", das 1978 auf einer Anhöhe oberhalb von Lugano für die Familie des Anwalts Franco Felder realisiert wurde. Abgeleitet von historischen Bautypen, werden Aussenraum und Innenhof verzahnt und die Gebäudehülle aufgelöst.

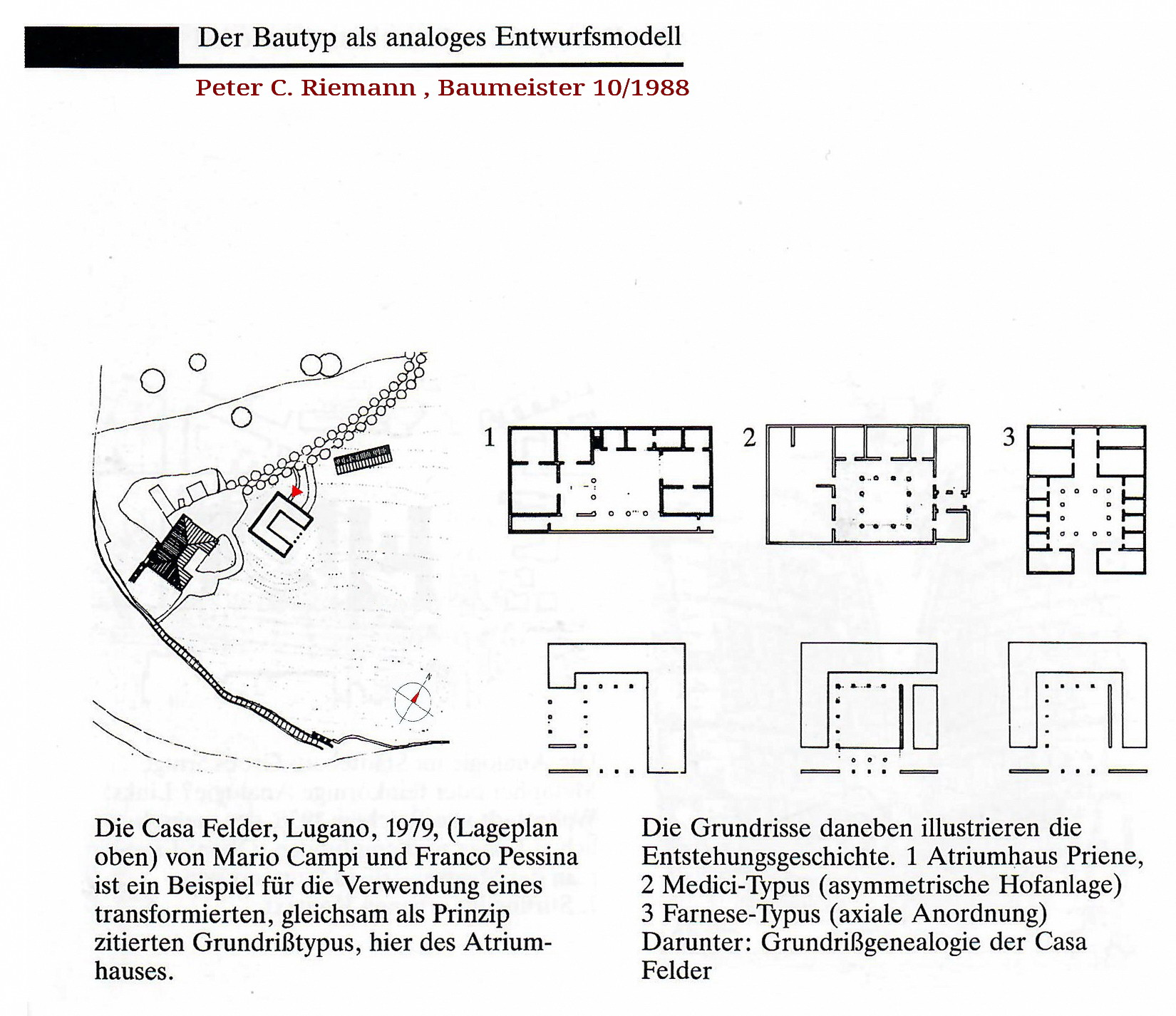
Bautypologie der Casa Felder in Lugano
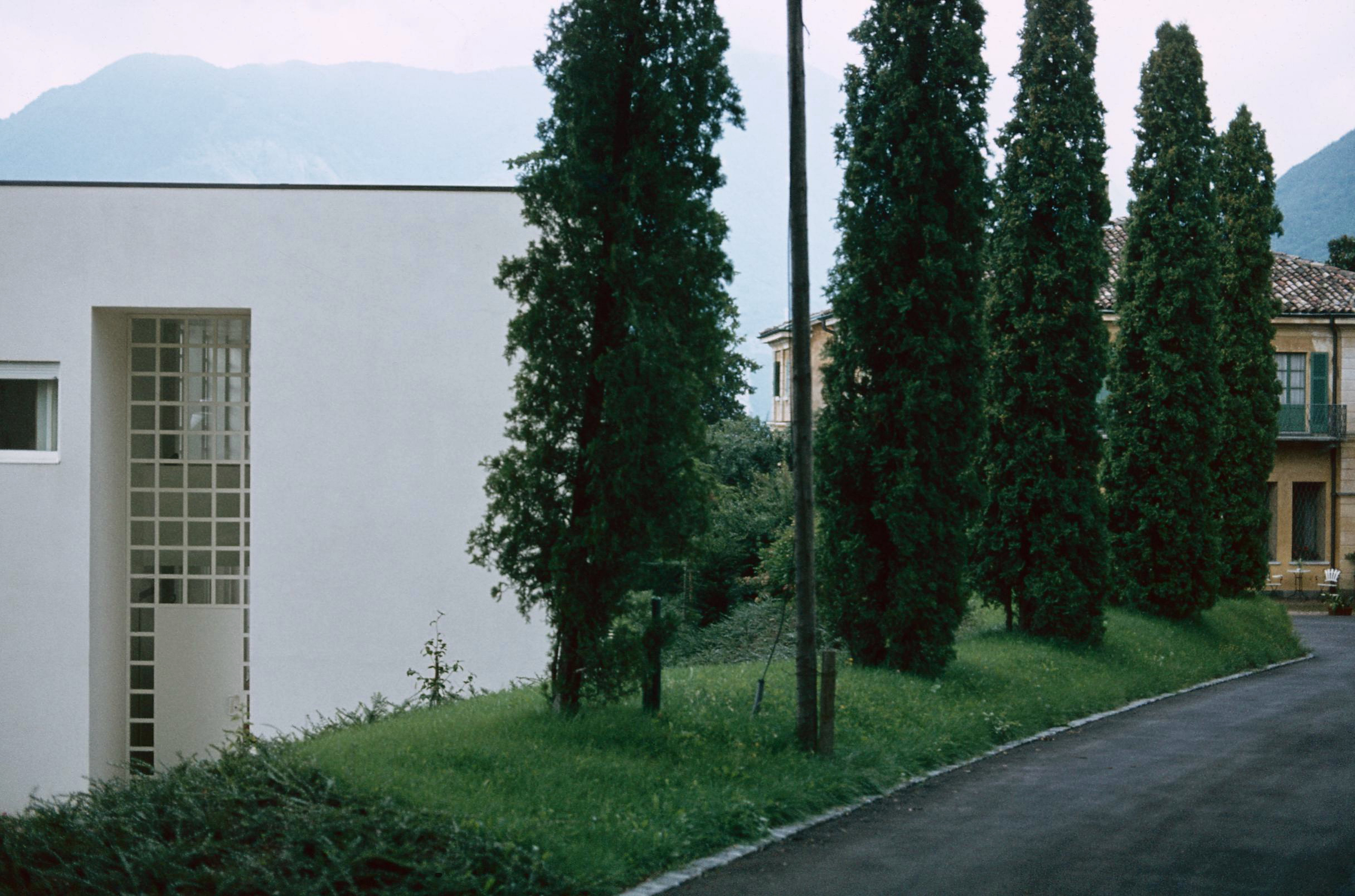
Casa Felder, Zugangsbereich, rechts der "Palazzo Riva"
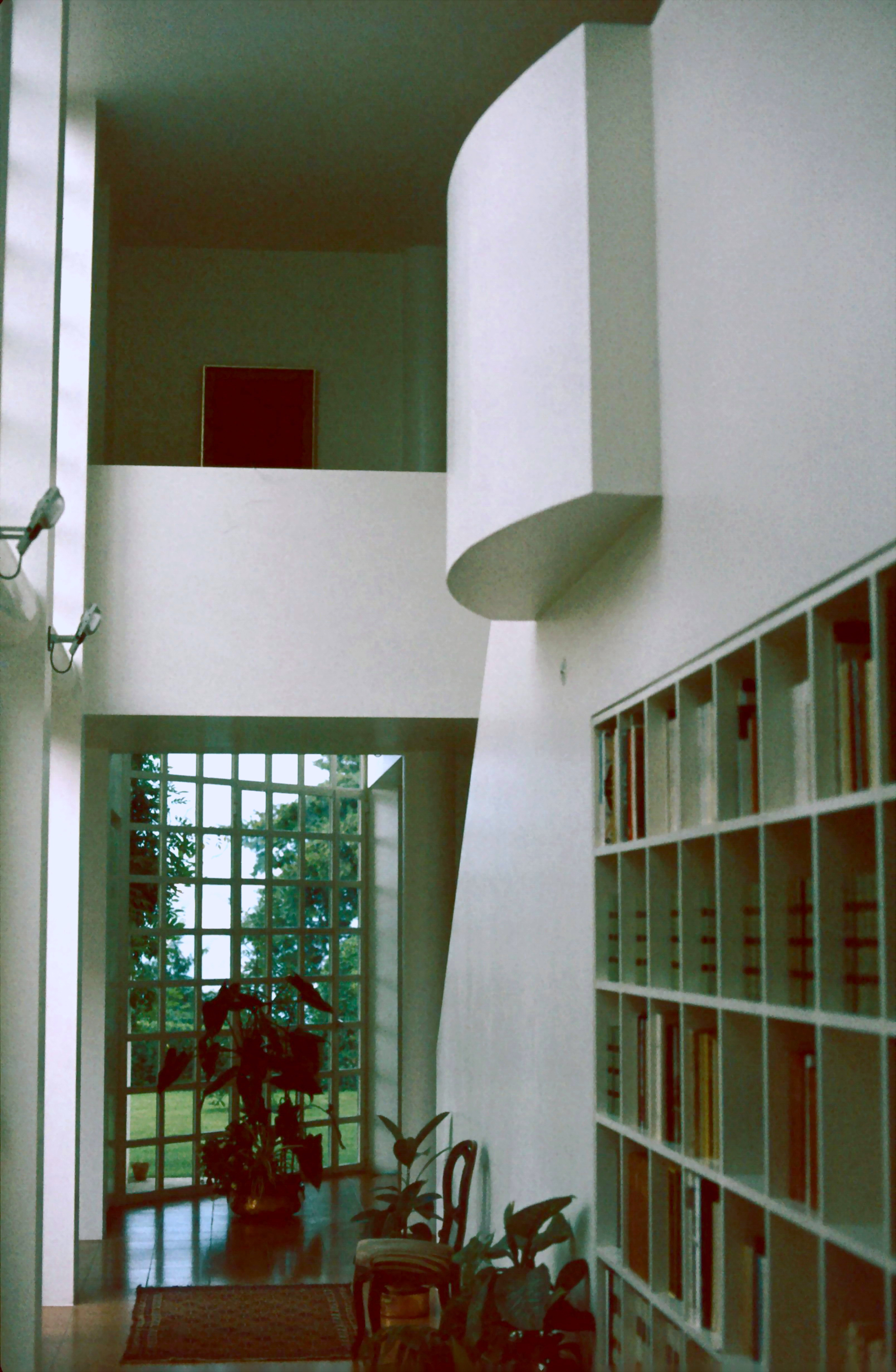
Casa Felder, Flurzone mit Bücherwand und "Balkon"
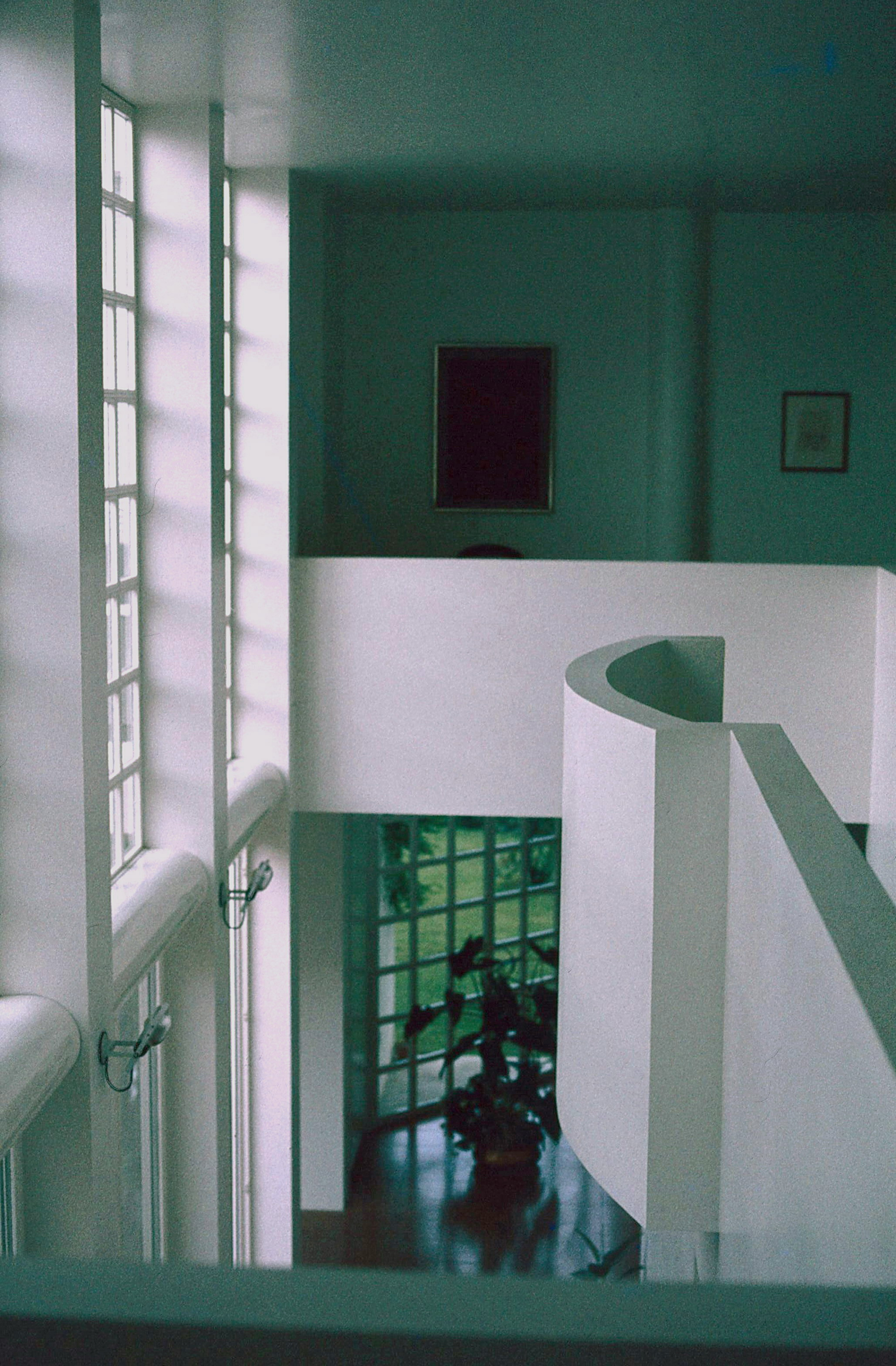
Casa Felder, Obergeschoss mit Treppenaufgang
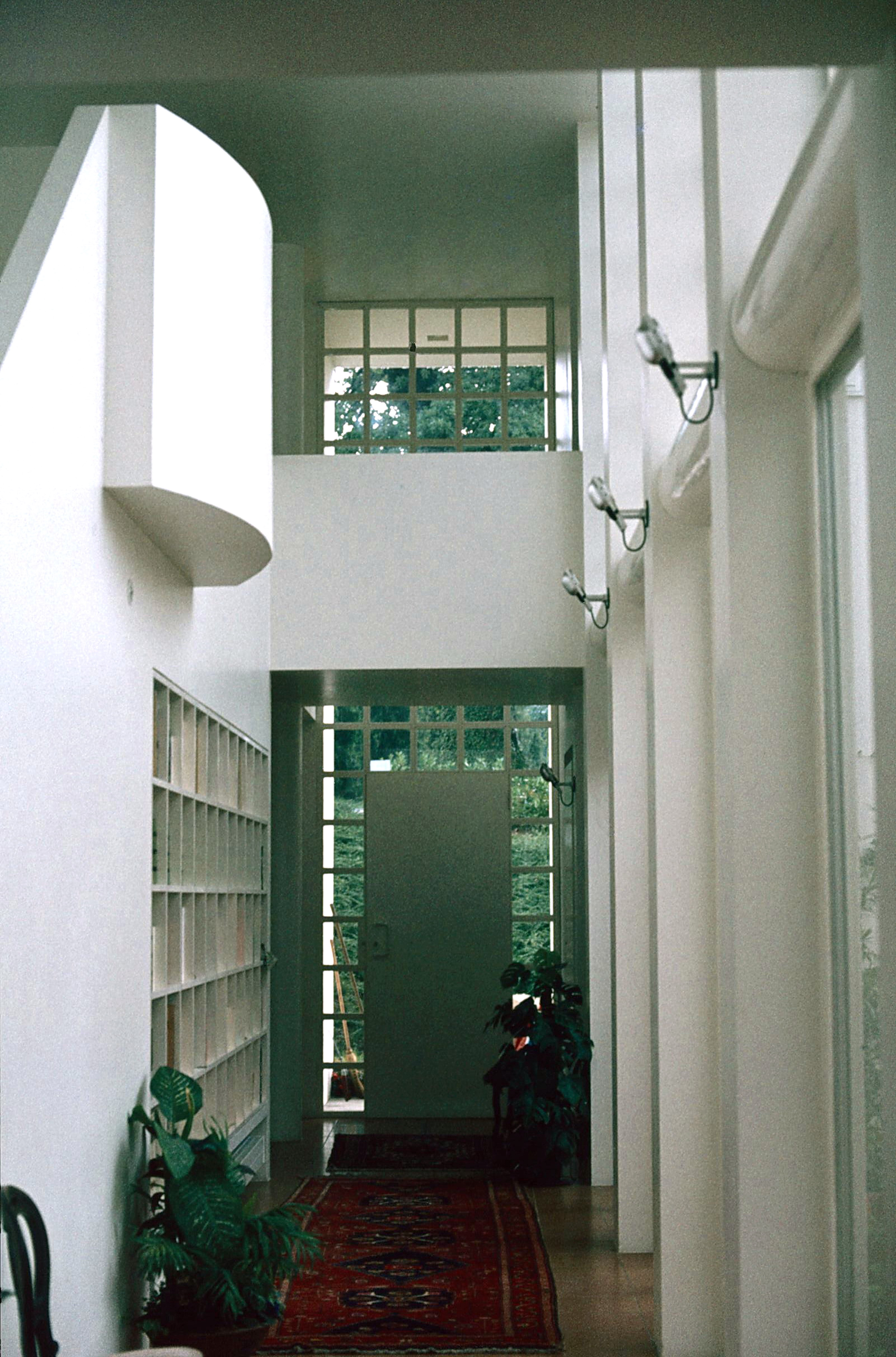
Casa Felder, Flurzone und Haupteingang
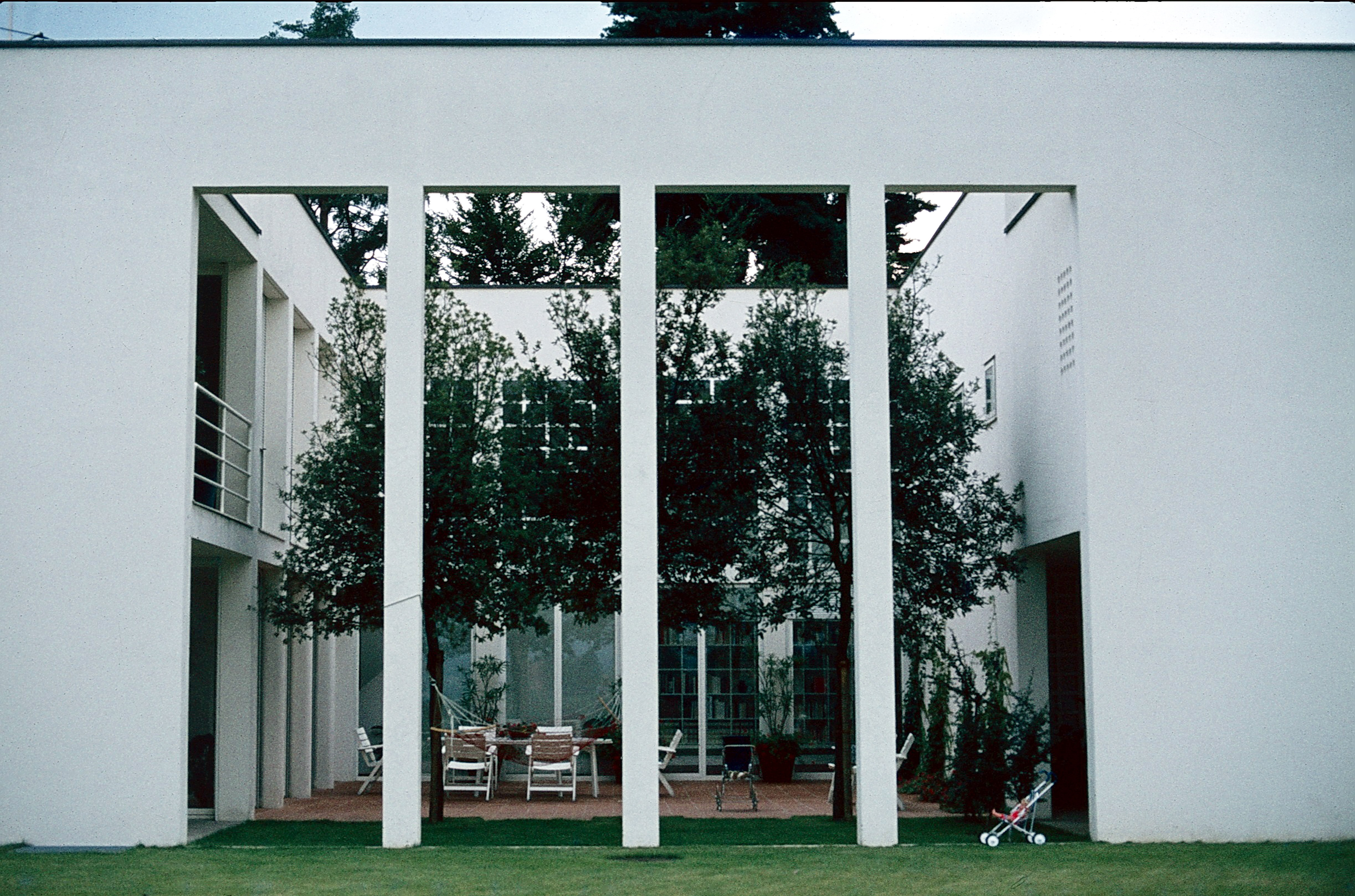
Casa Felder, Nordostfassade mit Innenhof
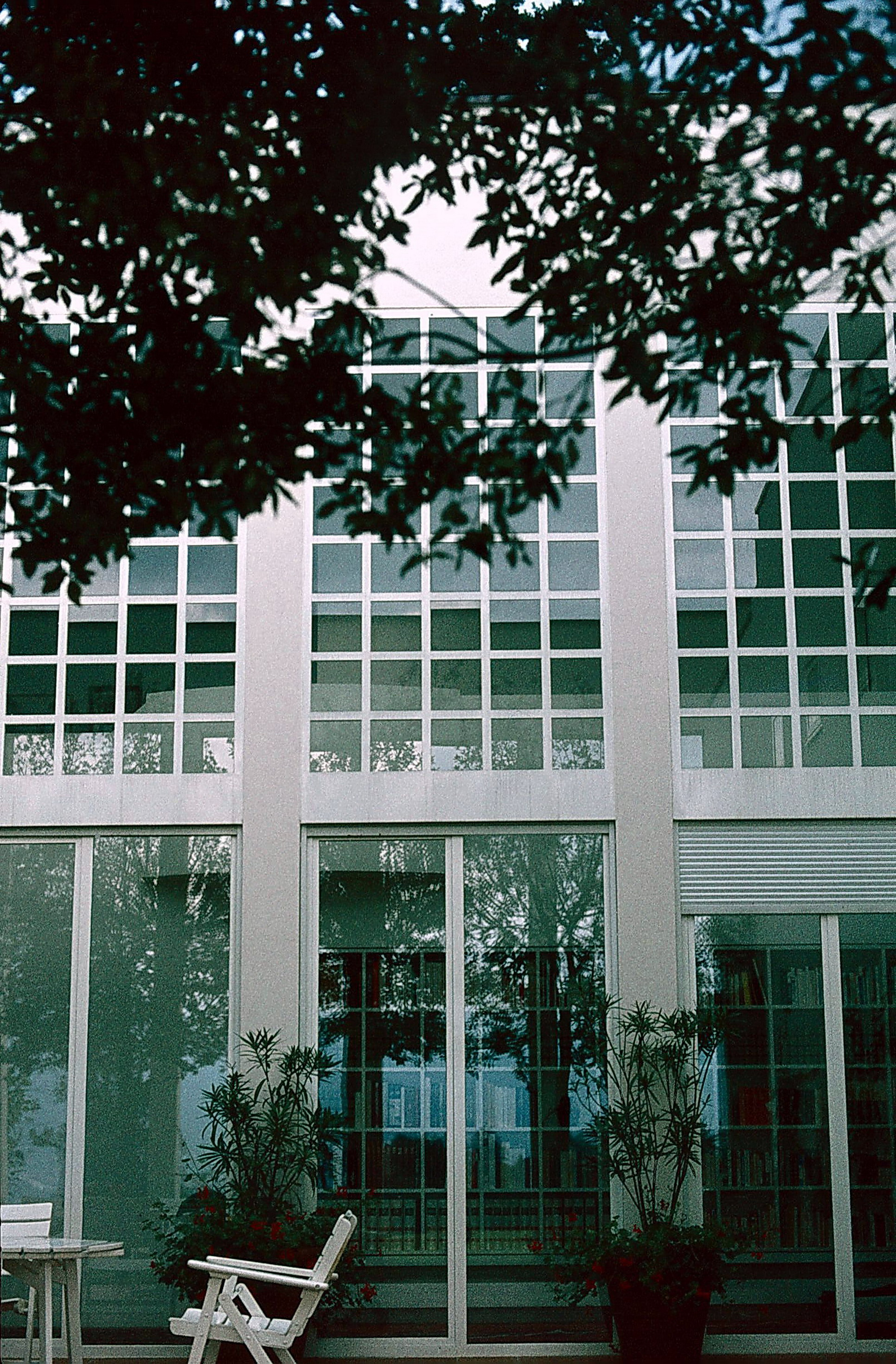
Casa Felder, Innenhof mit Durchblick auf die Bücherwand
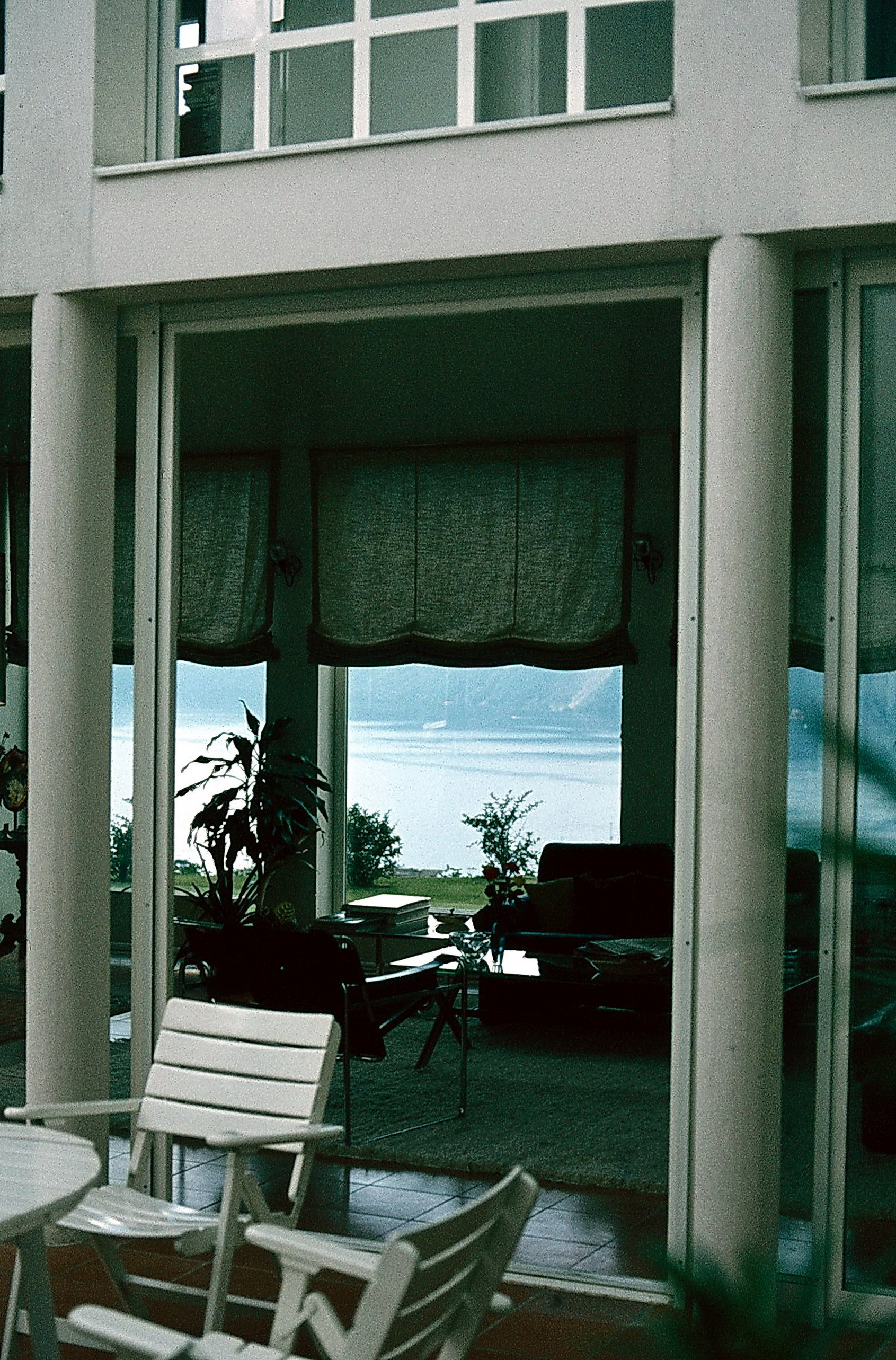
Casa Felder, Blick aus dem Innenhof ins Wohnzimmer
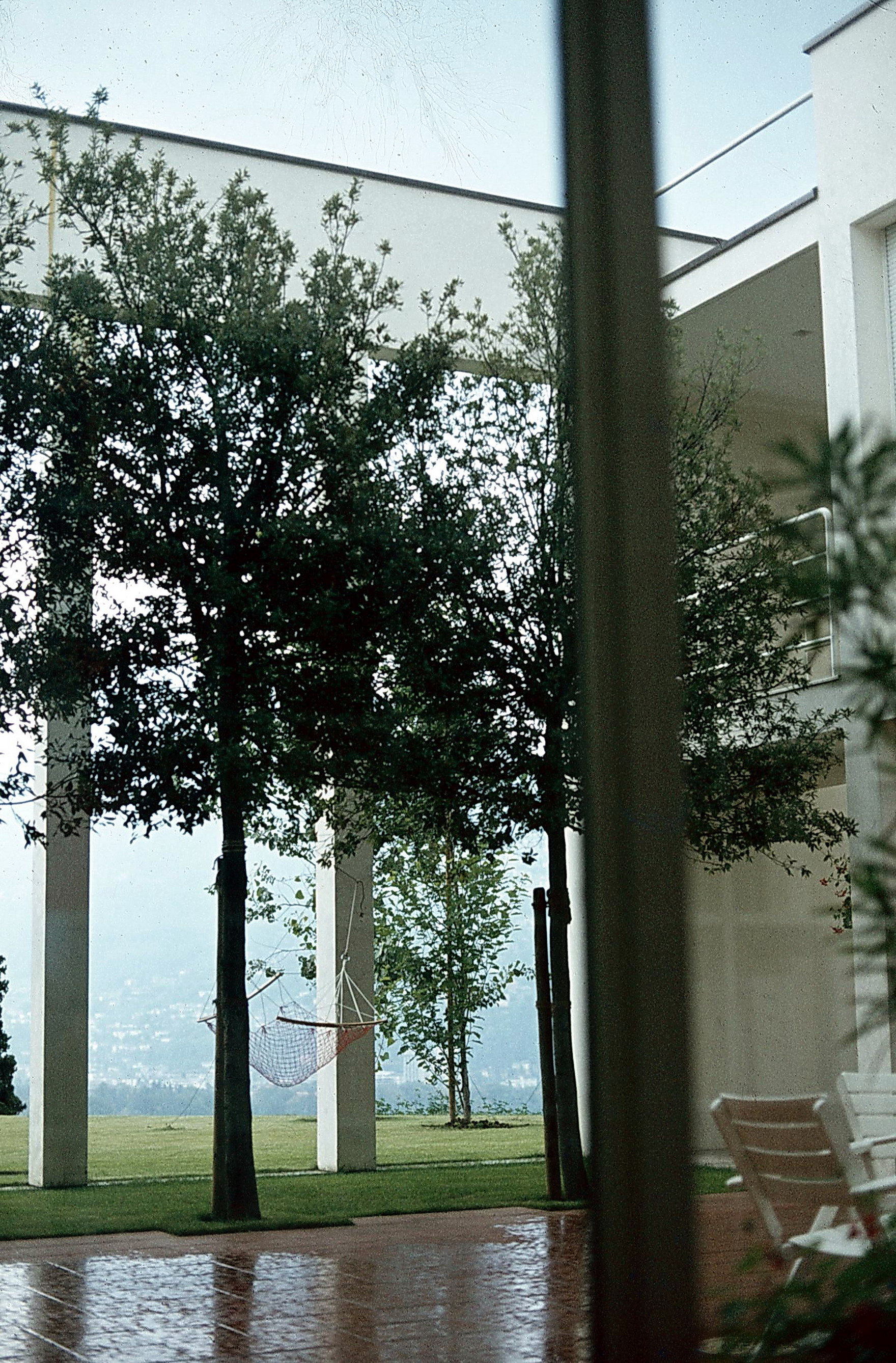
Casa Felder, Blick aus dem Flur in den Innenhof
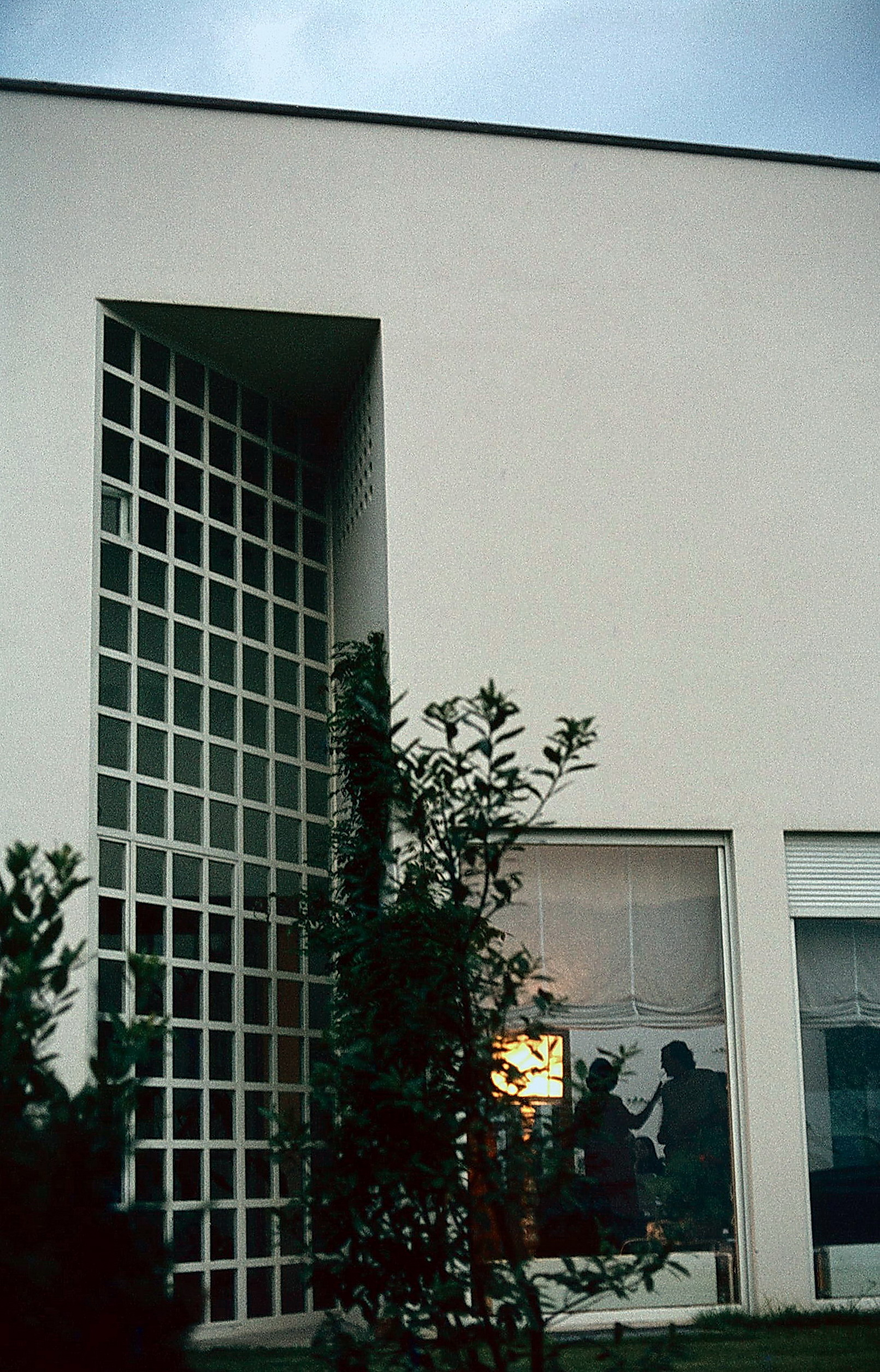
Casa Felder, Südwestfassade, Architekt und Bauherrin

Diese Haltung präzisiert er noch einmal 1995: "Entwerfen und Forschen sind an sich ähnliche Tätigkeiten. Entwerfen ist nicht ein festes Regelwerk beachten, sondern im Sinne einer Forschung, die Regeln für den Entwurf selbst herzuleiten und zu begründen. Entwerfen kann sich nicht an einer geschlossenen Wahrheit messen, sondern lediglich an einer Reihe von Kriterien, in welchen sich jene Haltung abbildet, welche uns als kultureller Standort interessiert."
Nach seiner Pensionierung hielt er weiterhin Vorträge, betrieb sein eigenes Büro und baute neben der Schweiz auch in Deutschland, in Schweden und in China. Die letzten Projekte unter Mitwirkung von Rosario Galgano, die nach seinem Ableben fertiggestellt wurden, sind das Mehrgenerationenzentrum "Opera Mater Christi" in Grono (2014), das aus einem Architektenwettbewerb mit 21 Teilnehmern im Jahre 2009 resultiert und das "Centro POLIS", ein Multifunktionszentrum in Pregassona (2015) mit der damals grössten fassadenintegrierten Photovoltaikanlage im Tessin
Ab Februar 2010 gab es rechtliche Veränderungen im Büro, das nach Campis Ableben bis Mitte 2019 dem Namen nach weiter bestand und im April 2020 aus dem Handelsregister gelöscht wurde.

## Bauwerke

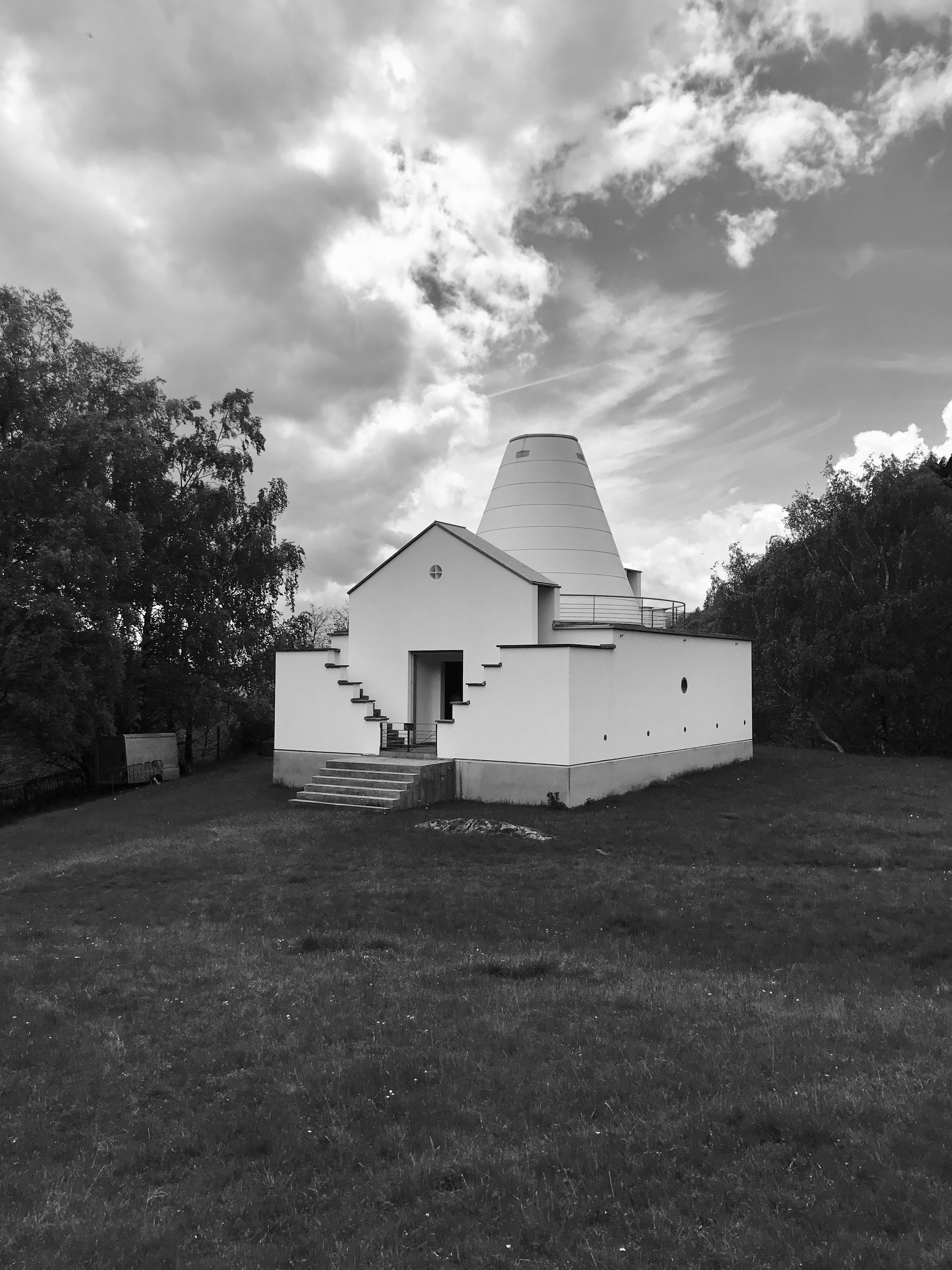
Chiesa Madonna di Fatima, Fraktion Giova-Buseno

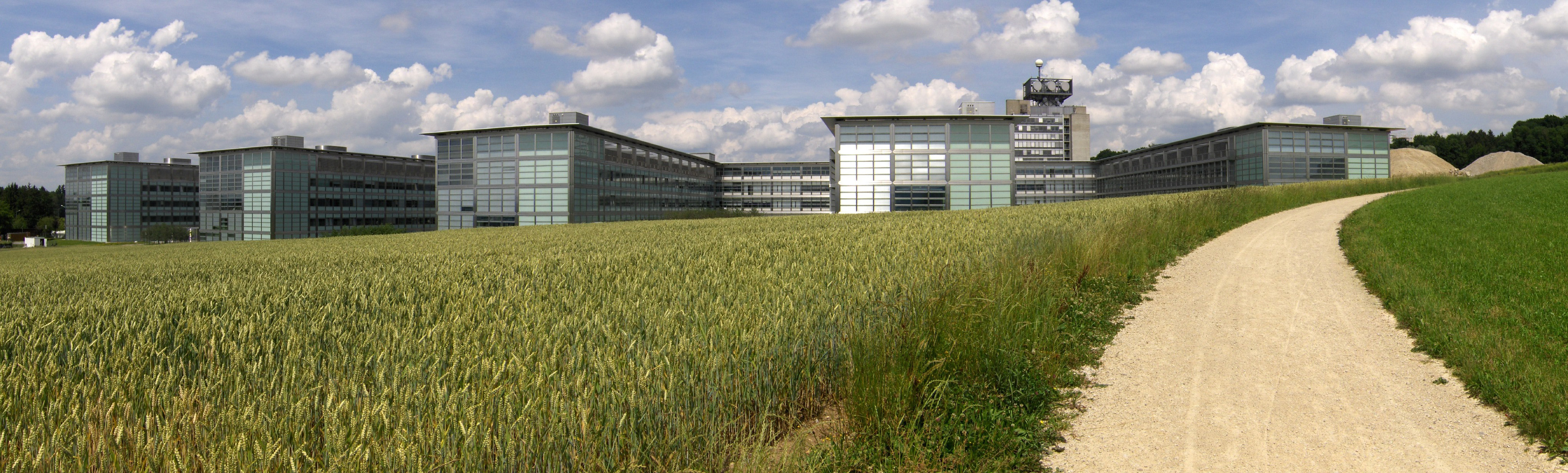
Fünf Finger des HCI-Gebäudes der ETH Hönggerberg

- 1962: Casa Vanini, Muzzano mit Franco Pessina[21]
- 1963: Kindergarten in Massagno mit Franco Pessina[22]
- 1964: Casa Filippini, Muzzano mit Franco Pessina[23] Nach Restaurierung: Revolte aus Beton., Reportage von Chiara dal Canto: in: "WOHNDESIGN Magazin für Architektur, Design und Kunst", März/April 2018, Fotogalerie nach Umbau durch "Droulers Architecture" This stunning house in Switzerland costs $10 million!, von Maha Hassan, Webseite "rumblerum", 25. April 2019.
- 1974: Museo Civico im Castello di Montebello, Bellinzona mit Franco Pessina und Niki Piazzoli[24][25]
- 1975: Konsortialschule in Caslano mit Franco Pessina,[26]
- 1978: Casa Felder, Lugano mit Franco Pessina und Niki Piazzoli[27]
- 1978: Filiale der Schweizer Nationalbank, Lugano. Auftrag zur Renovierung des Haupteingangs und der Lobby des Bankschalters durch die SNB 1967.[28]
- 1980: Casa Maggi, Lugano mit Franco Pessina und Niki Piazzoli[29]
- 1981: Casa Boni, Massagno mit Franco Pessina[30][31]
- 1981: Turnhalle in Neggio, Bezirk Lugano, mit Franco Pessina und Niki Piazzoli,[32]
- 1983–1985: Wohnanlage, Massagno mit Franco Pessina[33]
- 1986: Casa Kress, Breganzona[34]
- 1987: Sozialer Wohnungsbau Lugano, Via Beltramina[35]
- 1986–1988: Kapelle Chiesa Madonna di Fatima, Fraktion Giova-Buseno mit Franco Pessina[36] und Bauingenieur Edy Toscano[37][38][39]
- 1990: Chemische Fakultät der ETH Zürich[40][41]
- 1994–1997 Schweizer Kulturzentrum in Mailand, mit Franco Pessina[42]
- 1996: IBM Headquarters Zürich, Bernerstrasse mit Franco Pessina, (EU Mies Award)[43]
- 2003–2005: Westabschluss Stedtli, Unterseen[44]

## Akademische Mitarbeiter
(Quelle:)
- Roberto Bianconi
- Marianne Burkhalter
- Eraldo Consolascio
- Marcel Meili
- Markus Peter
- Fabio Reinhart
- Beat Rothen
- Wolfgang Schett
- Christian Sumi
- Andrea Felicioni
- Amr Soliman
- He Ying
- Basil Düby
- Karin Möllfors
- Sandra Schweizer
- Sarah Thury

## Schriften
- Kenneth Frampton (Hrsg.): Mario Campi-Franco Pessina, Architects : CPP, with essays by Werner Seligmann and Jorge Silvetti; photographed and compiled by Eduard Hueber; Rizzoli International Publications, New York, engl. Ausgabe 1987, ISBN 0-8478-0799-1
- Kristin Feireiss (Hrsg.): Mario Campi, Franco Pessina: Bauten und Projekte, 1962–1994. Ernst & Sohn, Berlin 1994, ISBN 3-433-02436-7.
- Mario Campi und Pippo Ciorra: Young Italian architects. Giovani architetti italiani. Birkhäuser, Basel/Boston 1998, ISBN 3-7643-5783-5.
- Mario Campi: Skyscrapers: an architectural type of modern urbanism. Birkhäuser, Basel/Boston, bilingual edition, 2000, ISBN 3-7643-6130-1.[47]
- Mario Campi, Franz Bucher, Mirko Zardini: Annähernd perfekte Peripherie: Glattalstadt/Greater Zurich Area. Birkhäuser, Basel 2001, ISBN 3-7643-6311-8.
- Karin Möllfors (Hrsg.): Mario Campi, Architekturen und Entwürfe / Architectures and Architectural Designs: Architect 1985-2000. Birkhäuser, Basel 2001, ISBN 3-7643-6443-2.
- Ákos Moravánszky: Der Realismus als Denkweise – Mario Campi 1936-2011., Research Collection ETH, Februar 2012[48]